# Piri Weepu
Piri Awahou Tihou Weepu  (Lower Hutt, 7 de septiembre de 1983) es un exjugador neozelandés de rugby que se desempeñaba como Medio scrum

## Biografía
Piri Weepu es de ascendencia maorí y niuano. Jugó en la posición de medio scrum para la Selección de rugby de Nueva Zelanda, con la que ganó la Copa Mundial de Rugby de 2011. Fue el quinto máximo anotador de la copa con 41 puntos (4 conversiones y 11 penales).
El 13 de julio de 2014, Piri Weepu firmó un contrato de dos años con el club London Welsh RFC de Inglaterra. Esto implicaría su retiro de la selección de rugby de Nueva Zelanda, ya que los All Blacks no convocan a jugadores que juegan fuera de Nueva Zelanda.